# 文化庁文化交流使
文化庁文化交流使（ぶんかちょうぶんかこうりゅうし）は、文化庁による事業。2003年度（平成15年度）より毎年度実施。
芸術家、文化人等、文化に関わる人々を一定期間「文化交流使」に指名し、世界の人々に向けた日本文化の紹介や交流、外国の文化人とのネットワークの形成・強化に繋がる活動を展開している。